# 杏仁豆腐 (插畫家)
杏仁豆腐（日语：／ Annin-tōfu），日本插畫家。女性。出身於德島縣。以前筆名。
多摩美術大學畢業。主要繪製與《偶像大師系列》相關的插圖。
而人物設定則是為《偶像大師 灰姑娘女孩》設計。
其筆名來自她的寵物白倉鼠的名字。她還有養一隻黑倉鼠，但似乎在她決定筆名之前就去世了。名字叫做「羊羹」。
2021年4月5日，於Twitter宣佈已經是一個女兒的母親。

## 作品列表

### 偶像大師相關
- 偶像大師 MASTER ARTIST（日语：THE IDOLM@STER MASTER ARTIST） 01～10、FINALE
- 偶像大師Chiristmas for you！
- 偶像大師 MASTER LIVE（日语：THE IDOLM@STER MASTER LIVE） 00～04、ENCORE
- 偶像大師Vacation for you！
- 偶像大師 MASTER SPECIAL（日语：THE IDOLM@STER MASTER SPECIAL） 01～06,WINTER,SPRING
- 偶像大師 DREAM SYMPHONY（日语：THE IDOLM@STER DREAM SYMPHONY） 01～03
- 偶像大師 MASTER ARTIST 2（日语：THE IDOLM@STER MASTER ARTIST 2） Prologue、First Season 01～09、Second Season 01～04
- 偶像大師 765PRO ALLSTARS+ GRE@TEST BEST！（日语：THE IDOLM@STER 765PRO ALLSTARS+ GRE@TEST BEST!） -SWEET&SMILE！-

以上皆是CD封面插圖。
- 偶像大師Platinum Album／Pin up（名義）
- 小説版偶像大師／插畫、Pin up、封面（名義）
- 偶像大師Concept Comic Off／Pin up（名義）
- 偶像大師BOX V／插圖上的註釋
- 週刊偶像大師vol.1～4／Pin up
- THE IDOLM@STER MASTER BOOK/Pin up
- THE IDOLM@STER SP/DLC用服裝設計、公募設計選定與細緻化
- 迷你偶像大師／第1卷帶插圖、註釋
- Weiß Schwarz／偶像大師卡片插圖
- 電視動畫 偶像大師／第12話ED分鏡
- 偶像大師 灰姑娘女孩／人物設定

### 畫冊
- 《杏仁豆腐 ILLUSTRATION WORKS BRILLIANT IDOL》（偶像大師相關插畫集） ISBN 978-4-75-801185-3 2010年7月6日發行

### 其它
- Arche祭2008／暮蟬悲鳴時主視覺海報
- 阿茹茉妮（日语：アルモニ） 設計工作
- Code Geass 反叛的魯路修「Heroine's Tribute」
- Angel Beats！ 聯名插圖（第15回）
- Dance×Mixer（日语：Dance×Mixer） Gemaga（日语：ゲーマガ）聯名「me to me」人物設定、CD封套插圖、手冊封面繪製
- 我的妹妹哪有這麼可愛！ 動畫第13話片尾插圖、廣播劇CD替換封套插圖
- 罪惡王冠 第18話片尾插圖
- 卡片鬥爭!! 先導者 卡片插圖
- Chara☆Mel Febri（日语：Febri） 封面插圖
- GOODSMILE RACING（日语：グッドスマイルレーシング） 賽車未來 2019年Ver.[6]
- 帕蒂瑪的顛倒世界 服裝設定

## 外部連結
- 杏仁豆腐的X（前Twitter） （日語）
- 杏仁豆腐的pixiv （日語）